# Cỏ lận
Cỏ lận (danh pháp hai phần: Butomus umbellatus), là một loài thực vật thủy sinh sống lâu năm, thành viên duy nhất trong họ Cỏ lận (Butomaceae). Tên gọi khoa học của nó có nguồn gốc từ tiếng Hy Lạp bous nghĩa là "bò, trâu" và tome nghĩa là "cắt, chặt, chém". Điều này có liên quan tới các lá giống hình thanh kiếm của nó.
Cỏ lận có nguồn gốc từ khu vực ôn đới của đại lục Á-Âu và sinh sống bên lề các nguồn nước chảy chậm, tới độ sâu 3 m. Nó có các hoa màu hồng. Được đưa vào Bắc Mỹ trong vai trò của một loại cây cảnh nhưng ngày nay nó đã trở thành một loài xâm hại nguy hiểm tại khu vực Đại Hồ (Great Lakes).
Cỏ lận là loại cây có thân rễ với các lá thẳng, dài tới trên 1 m. Các lá có tiết diện hình tam giác và mọc thành hai hàng dọc theo thân rễ.
Cụm hoa hình tán, bao gồm các hoa đơn xung quanh 3 xim. Các hoa cân đối và lưỡng tính. Chúng có 3 lá đài tương tự như cánh hoa, có màu hồng với các gân sẫm màu. Chúng còn tồn tại lâu trên quả. Ba cánh hoa tương tự như các lá đài nhưng to hơn. Các hoa có 6 - 9 nhị. Các lá noãn thượng, 6 - 9 lá và gần như hợp nhất tại phần gốc. Khi trưởng thành, chúng có dạng hình trứng ngược. Noãn nhiều và rải rác trên bề mặt phía trong của thành lá noãn, ngoại trừ khu vực gân giữa và các rìa. Quả là dạng quả đại. Các hạt không có nội nhũ, với lá mầm thẳng.

## Sử dụng
Được trồng làm cây cảnh. Tại một vài khu vực ở Nga người ta còn dùng thân rễ làm thức ăn.

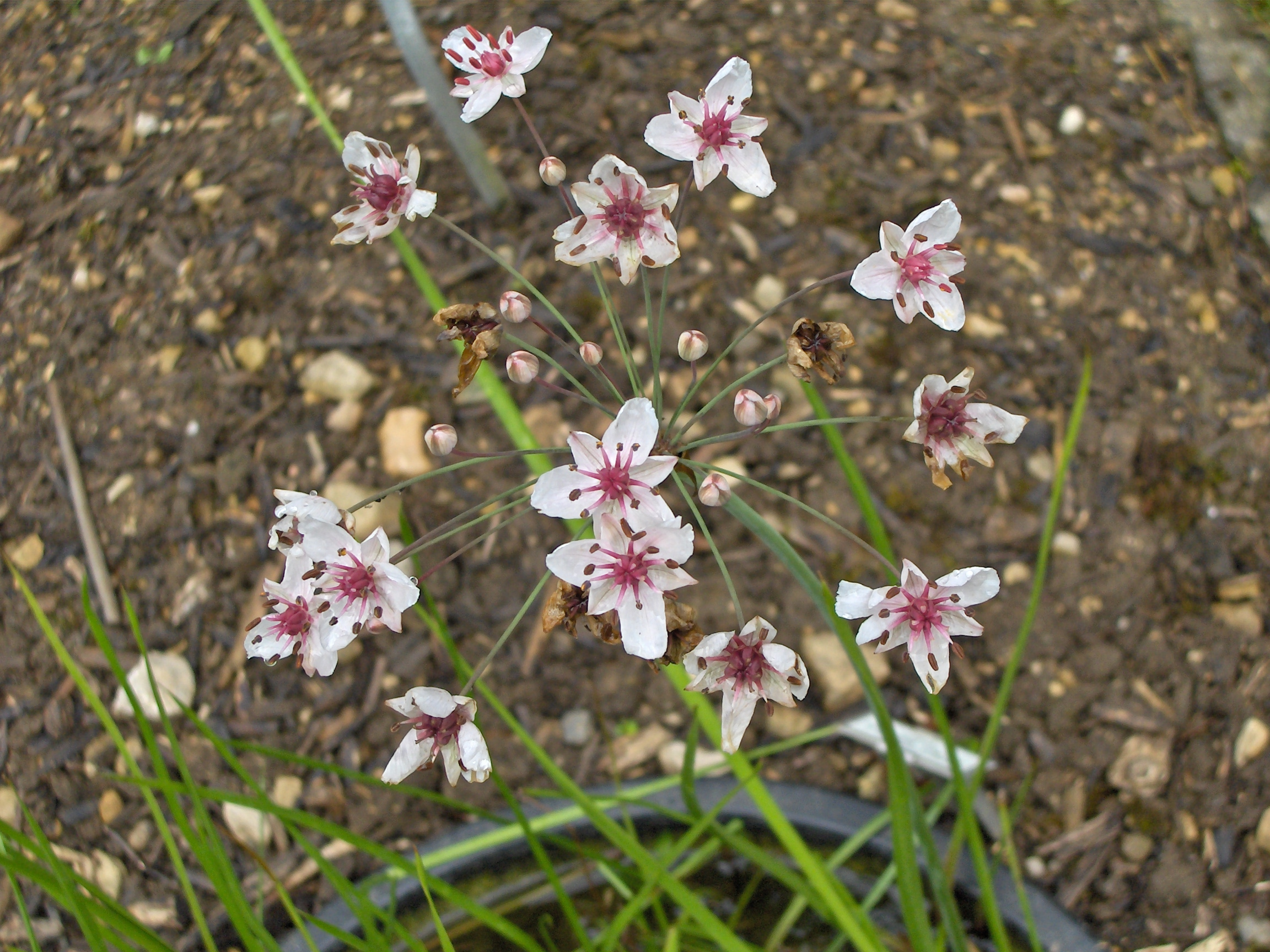
Hoa của Butomus umbellatus

## Hình ảnh

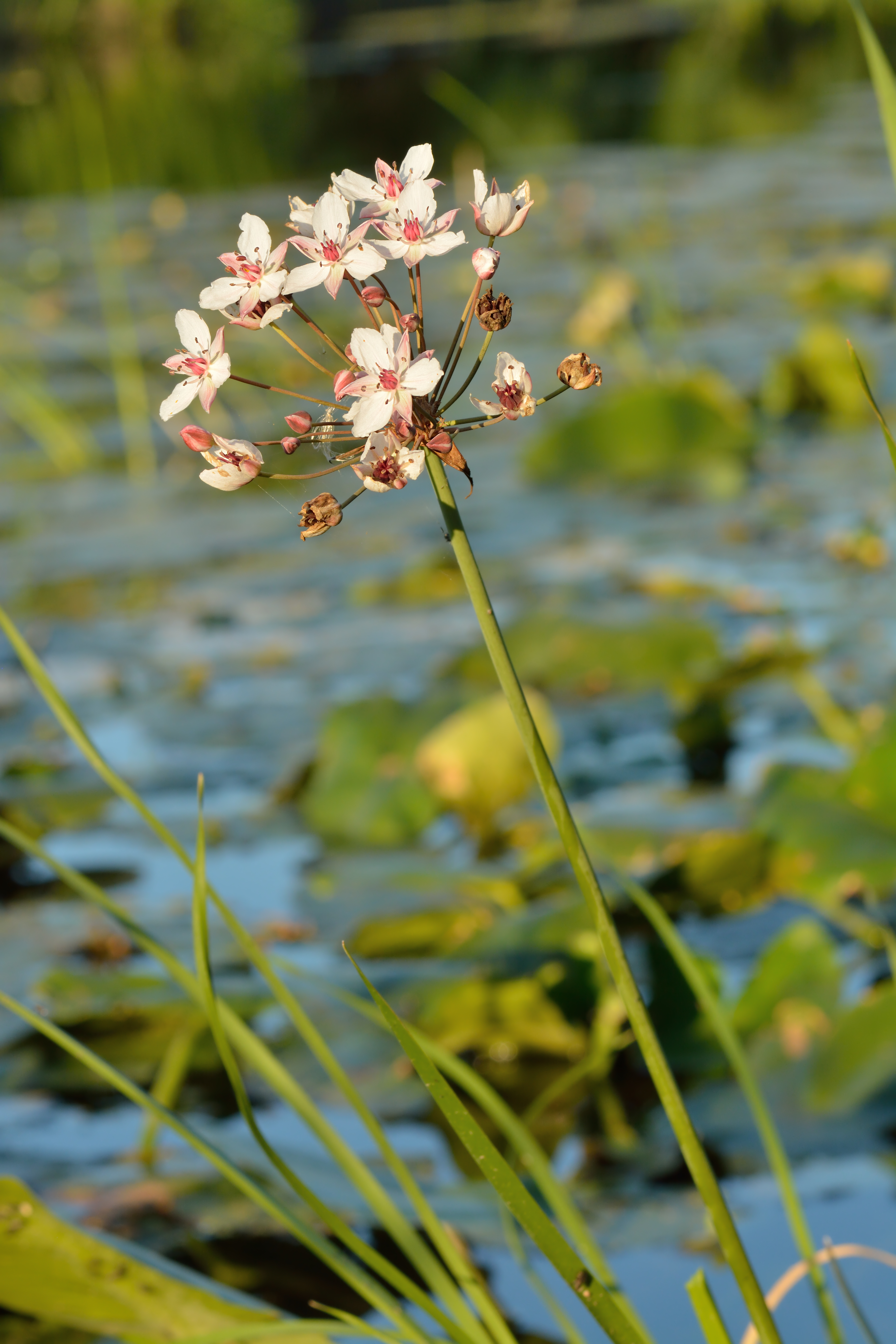
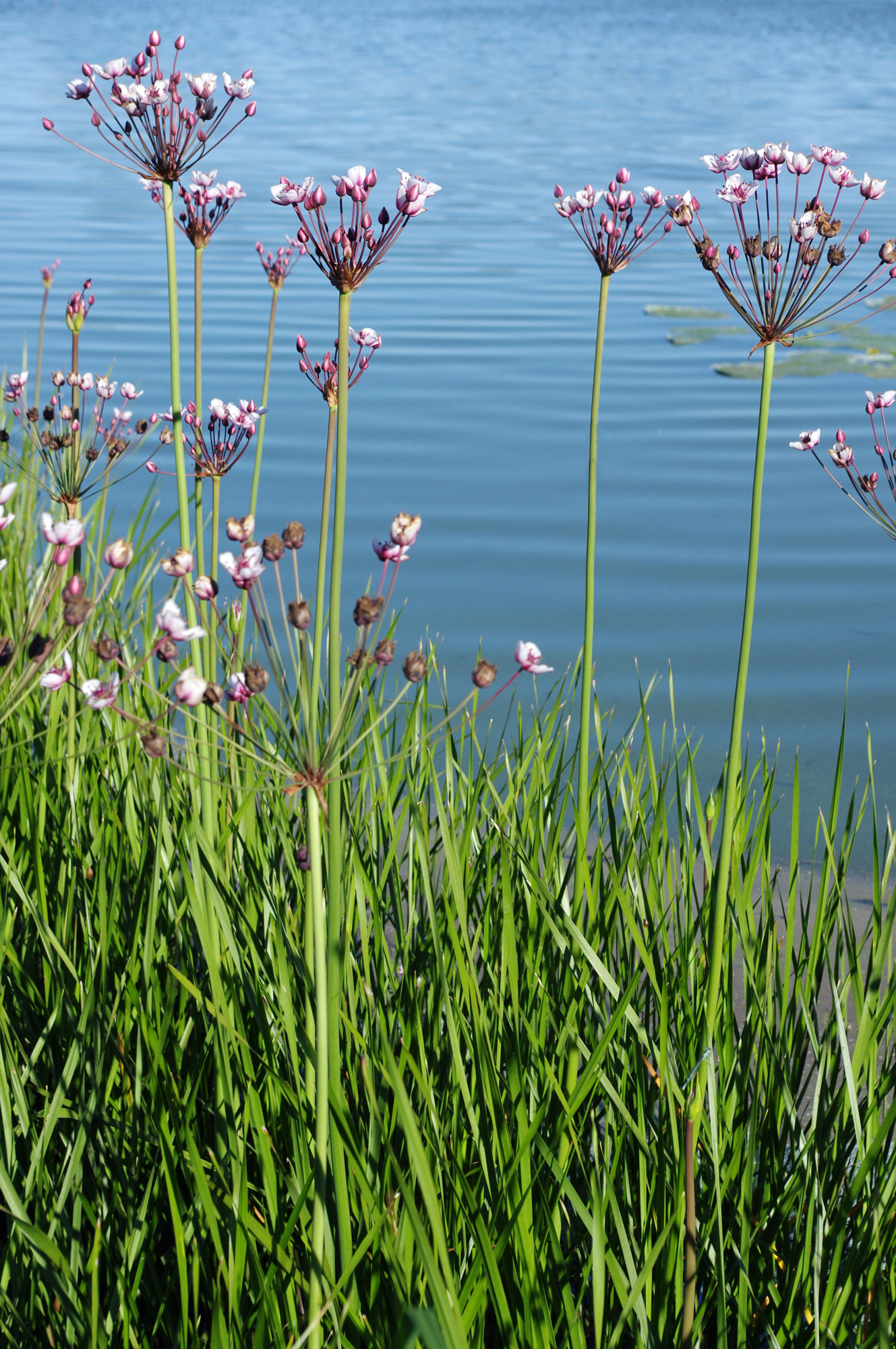
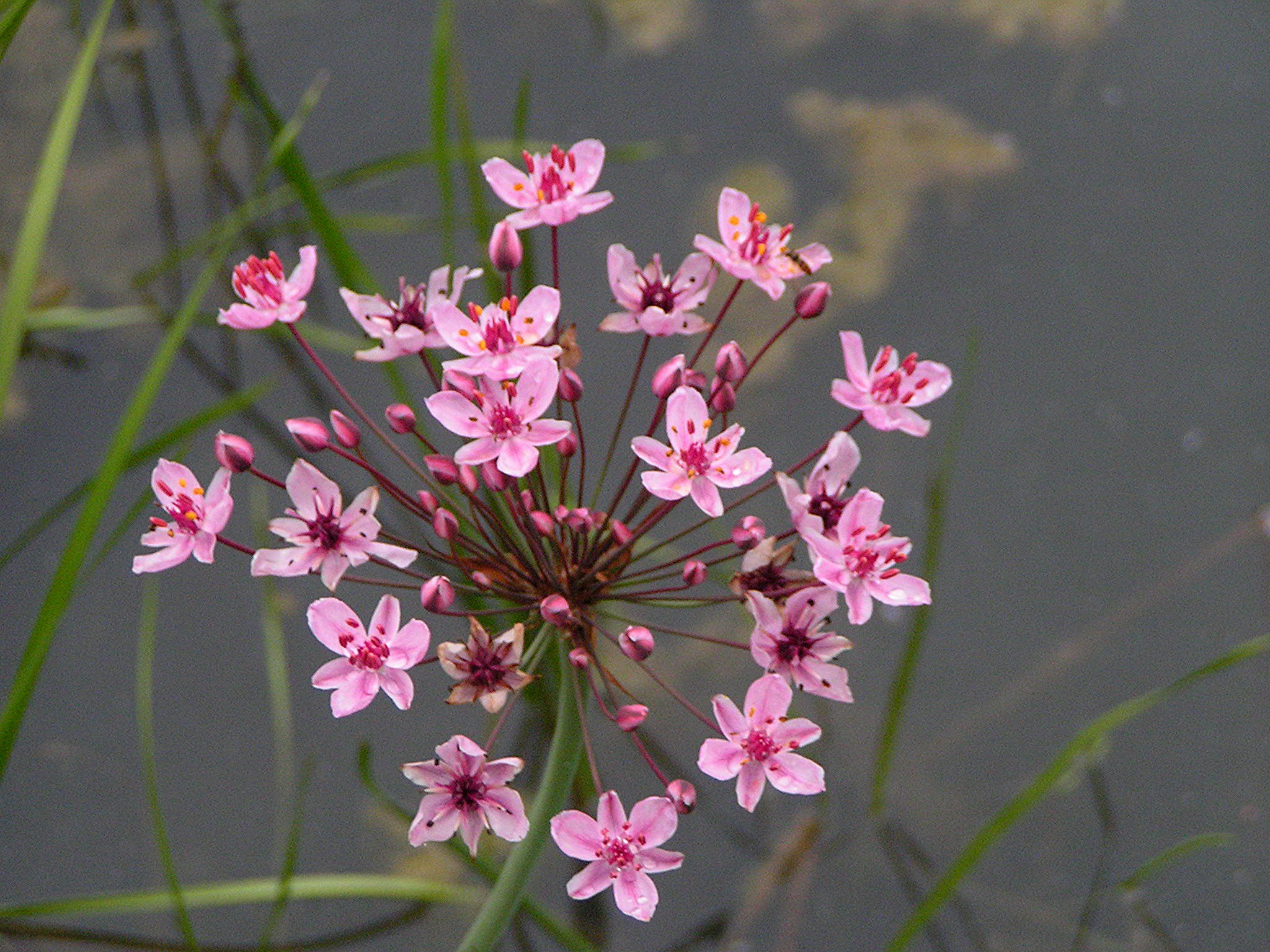
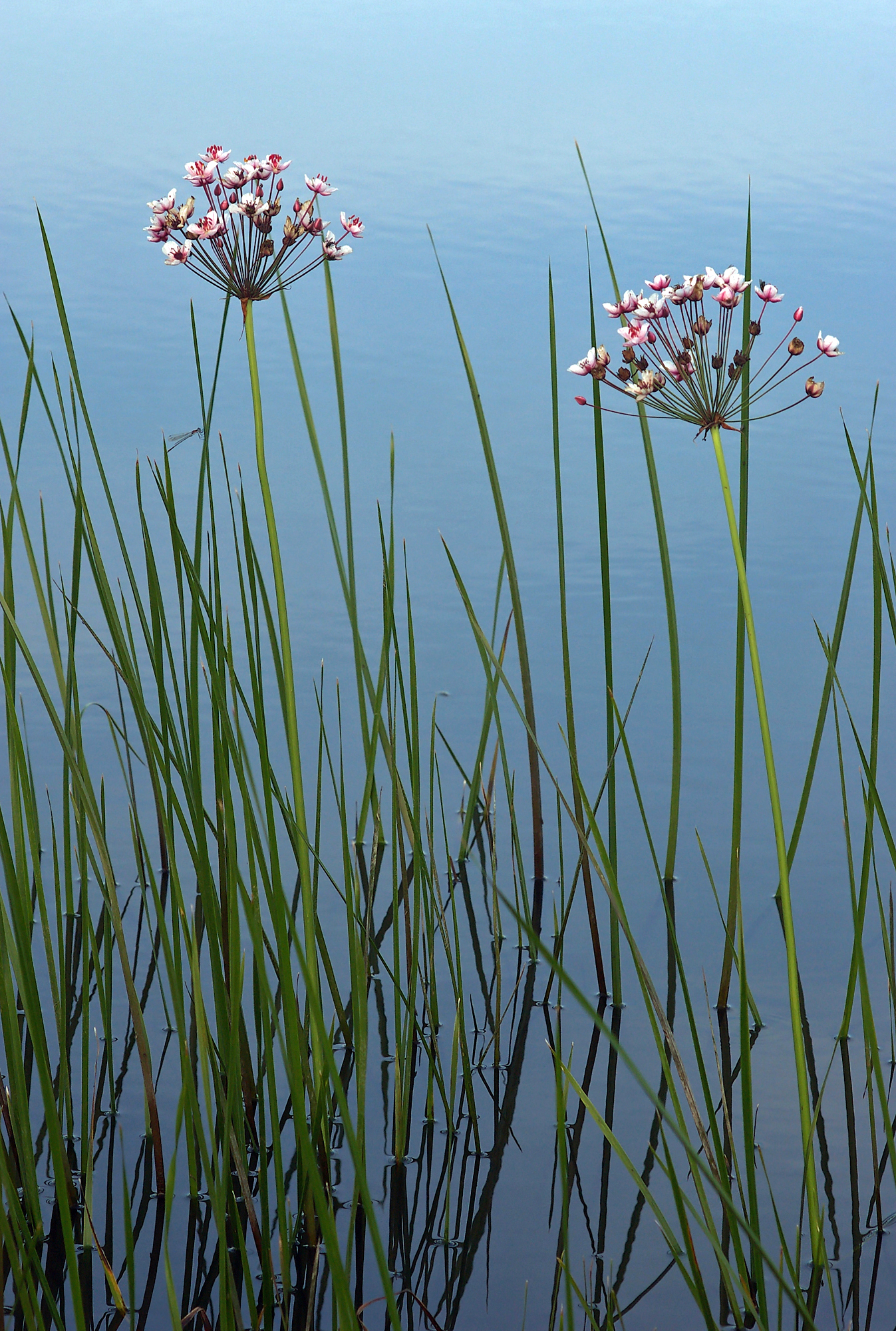